# Wies
Wies ist eine Marktgemeinde mit 4297 Einwohnern (Stand 1. Jänner 2025) im Bezirk Deutschlandsberg in der Steiermark.
Im Jahre 1920 erfolgte die Markterhebung von Wies.

## Geografie

### Lage
Die Gemeinde Wies liegt in der südlichen Weststeiermark am Fuße der Koralpe. Die Gemeinde wird von der Weißen Sulm durchflossen, der Ort Wies liegt auf einer Seehöhe von 341 m. Das Gemeindegebiet reicht auf der Koralm bis zu 2000 m (seit der Gemeindezusammenlegung 2015).

### Ortschaften und Katastralgemeinden
Die Gemeinde gliedert sich in 17 Ortschaften bzw. 16 Katastralgemeinden (Einwohner Stand 1. Jänner 2025, Fläche Stand 31. Dezember 2023):
| Ortschaften          | Ew. | Katastralgemeinden   | Fläche      |
| -------------------- | --- | -------------------- | ----------- |
| Altenmarkt           | 930 | Altenmarkt           | 298,61 ha   |
| Aug                  | 145 | Aug                  | 132,64 ha   |
| Buchegg              | 48  | Buchegg              | 81,04 ha    |
| Buchenberg-Burgstall | 89  | Buchenberg-Burgstall | 414,31 ha   |
| Etzendorf            | 162 | Etzendorf            | 239,49 ha   |
| Gaißeregg            | 131 | Gaißeregg            | 268,61 ha   |
| Gieselegg            | 53  | -                    | -           |
| Kogl                 | 227 | Kogl                 | 164,15 ha   |
| Lamberg              | 39  | -                    | -           |
| Limberg              | 240 | Limberg              | 408,23 ha   |
| Mitterlimberg        | 641 | Mitterlimberg        | 358,78 ha   |
| Pörbach              | 134 | Pörbach              | 234,83 ha   |
| Unterfresen          | 421 | Unterfresen          | 1.488,89 ha |
| Vordersdorf          | 412 | Vordersdorf          | 420,59 ha   |
| Wernersdorf          | 160 | Wernersdorf          | 182,9 ha    |
| Wiel                 | 102 | Wiel St. Anna        | 814,45 ha   |
| Wiel St. Oswald      | -   | Wiel St. Oswald      | 2.080,35 ha |
| Wies                 | 363 | Wies                 | 55,73 ha    |

### Eingemeindungen
Der Name der Gemeinde Altenmarkt wurde mit 1. Juni 1951 in Altenmarkt bei Wies geändert. Mit 1. Jänner 1960 wurde ein Teil der somit aufgeteilten Gemeinde Altenmarkt bei Wies mit Wies vereinigt.
Die frühere Gemeinde Vordersdorf wurde am 1. Jänner 1969 mit der Gemeinde Wies zusammengeschlossen.
Im Rahmen der steiermärkischen Gemeindestrukturreform wurde Wies 2015 mit den Gemeinden Wernersdorf, Wielfresen und Limberg bei Wies vereinigt,
und führt den Namen Wies weiter. Grundlage dafür ist das Steiermärkische Gemeindestrukturreformgesetz – StGsrG.

### Nachbargemeinden
Fünf der sechs Nachbargemeinden liegen im Bezirk Deutschlandsberg, St. Martin umschließt Pölfing-Brunn und grenzt daher zweimal an.
| Bad Schwanberg                                     | Sankt Peter im Sulmtal                      | Sankt Martin im Sulmtal Pölfing-Brunn |
| St. Georgen im Lavanttal (Bez. Wolfsberg, Kärnten) | Kompassrose, die auf Nachbargemeinden zeigt | Sankt Martin im Sulmtal               |
|                                                    | Eibiswald                                   |                                       |

## Geschichte

### Altes Rodungsgebiet

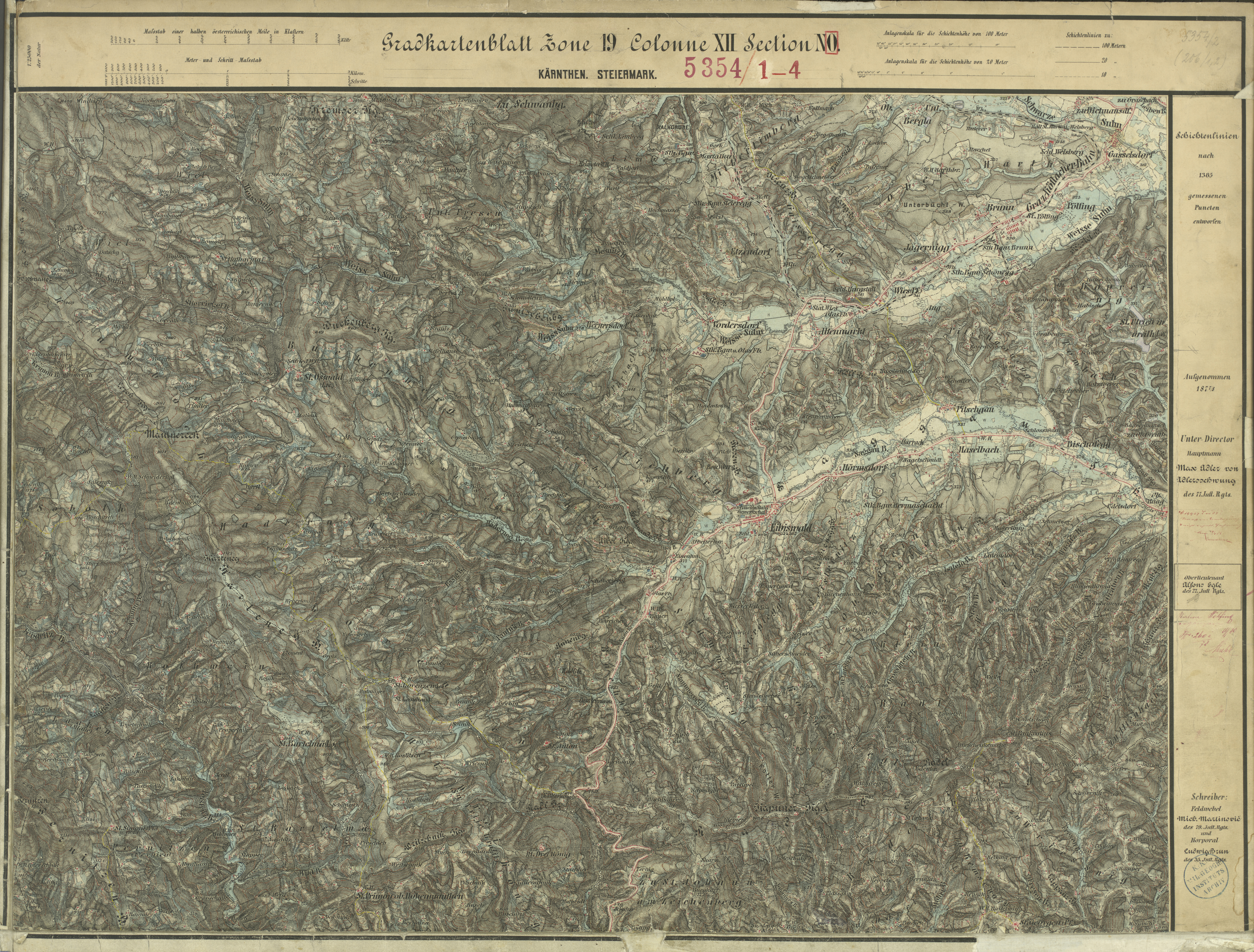
Wies als Industrieort um 1877/78, die Verkehrsanbindung wird auf der Landkarte von der Wieserbahn und einer Reihe von Anschlussbahnen dominiert.

Für das Jahr 1318 ist bei Wies eine Siedlung namens Weczelsgerewt dokumentiert, die auf eine Rodung und den Personennamen Wetzil zurückgeführt wird.

### Schwarzer Sonntag von Wies
Wies war im 19. Jahrhundert ein beliebter Wallfahrtsort. In der Nacht auf den Sonntag, den 22. September 1850 (nach anderen Quellen in der Nacht auf Montag, den 23., was aber unwahrscheinlich ist, da die Betroffenen am Wallfahrtsgottesdienst am Sonntag teilnehmen wollten) brach allerdings zwischen drei und vier Uhr morgens am Dachboden des Bäckerhauses in einer Herberge (nach anderen Quellen: in einer Scheune zwischen der Bäckerei Brauchhart und dem Kirchenwirt) ein Brand aus. Dort hatten 200 Pilger Quartier gefunden. Der Vermieter (bzw. dessen Hausknecht) hatte sie über Nacht eingesperrt, damit niemand ohne zu zahlen gehen konnte. Bis Hilfe kam, waren sechs Menschen verbrannt, drei starben noch am nächsten Tag. Viele Verletzte wurden nach Hause gebracht und man sprach von weiteren 30 (nach anderer Quelle: 33) Toten. Dieses Ereignis wurde in der ganzen Steiermark bekannt. Seit damals soll die Seele des Hausknechts, die keine Ruhe gefunden hätte, als schwarzes Manderl durch die Räume des Unglücksortes wandern.

### Philipp Eberl
Als „Koralmschreck“ oder „Lipperl“ wurde Philipp Eberl zu Beginn des 20. Jahrhunderts als Gewalttäter und Räuber bekannt. Er war am 27. April 1890 in einer Holzknechthütte bei St. Vinzenz geboren worden, wuchs bei seiner Großmutter auf und arbeitete zunächst als Halterbub und Holzknecht. Er hatte einen Unterschlupf in Form einer ausgebauten Höhle westlich des Gutes Zirma auf der Koralm im Westen von Wies, unterhalb des Großen Speiks. Darin waren letztlich auch Möbel, Federbetten und Porzellangeschirr vorhanden, er lebte dort über lange Zeit mit seiner Gefährtin Nanni, die Beutestücke verkaufte und für Lebensmittel, Salz, Zucker usw. sorgte. Mehrere Morde und eine Reihe anderer Straftaten wurden ihm zugeschrieben, einmal war er nach einer tödlichen Attacke auf die Bäuerin Maria Hubmann, die ihm seine Pöbeleien verboten hatte, bereits zu 10 Jahren Gefängnis verurteilt worden. Die Tat hatte er während eines Heimaturlaubes als Soldat der Italienfront begangen. Nach mehreren anderen Verhaftungen konnte er flüchten. Am 2. September 1924 wurde er im Rahmen einer Fahndungsaktion erschossen, nachdem er selbst eine Pistole auf einen Gendarmen gerichtet hatte. Philipp Eberl wurde ohne Begräbnis außerhalb des Friedhofs der Kirche St. Anna bei Schwanberg beerdigt. Aus Anlass seines 100. Todestages wurde eine Reportage erstellt, die im September 2023 Grundlage einer Theateraufführung in Wies werden sollte.

### Der Juliputsch 1934 in Wies
Der Gendarmerieposten des Rayons Wies wurde am 25. Juli 1934 in Alarmbereitschaft versetzt. An der Grenze zu Wies, in Jagernigg, sammelten sich gegen 20:00 Uhr zahlreiche Nationalsozialisten, die angeblich 180 Gewehre, 6.000 Schuss Munition und einige MGs zur Verfügung hatten. An die 100 Mann aus dem Jagernigger Kohlenbergwerk begaben sich nun nach Schwanberg. Gegen 23:00 Uhr fuhren aus Schwanberg und Steyeregg nationalsozialistische Putschisten in Wies ein. Am Ortseingang kam es zu einer Schießerei mit den Ostmärkischen Sturmscharen, wobei der 25-jährige Sturmschärler Karl Masser tödlich getroffen wurde. Zu diesem Zeitpunkt waren circa 100 Putschisten in Wies, die gegen 23:15 Uhr den bereits verlassenen Gendarmerieposten besetzten. Am 26. Juli lösten die Nachrichten vom österreichweiten Scheitern des Putsches umfangreiche Fluchtbewegungen aus, so auch in Wies. Der Gendarmerieposten wurde erst am Morgen des 27. Juli wieder besetzt.

### Polarlicht 1938
Weites Aufsehen in Wies und den Nachbargemeinden erregte am Abend des 25. Jänner 1938 ein Polarlicht (Nordlicht), das als Lichterscheinung eines Großbrandes im Koralmgebiet missinterpretiert und als böses Omen und Anzeichen eines nahenden Krieges gedeutet wurde. Das Licht wurde als so hell beschrieben, dass man im Freien Zeitung lesen könne. Die Feuerwehr von Wies rückte aus und fuhr bis Schwanberg, ehe sie über die Ursache, eine Naturerscheinung in der hohen Atmosphäre, informiert wurde.

### Seltenriegel-Quelle (Schelch-Quelle)
Im Jahr 1960 wurde zwischen Gaißeregg und Lamberg nördlich von Wies eine Quelle bekannt, deren Wasser heilende Wirkungen zugeschrieben wurden. Es kam zu Versuchen, das Quellwasser als Heilmittel gegen Krebs zu bezeichnen. Eine behördliche Anerkennung als Heilquelle wurde nicht erreicht, wohl aber die gewerberechtliche Erlaubnis einer Abfüllung als Tafelwasser. Die Quelle wird als „Calcium-Magnesium-Hydrogencarbonat-Akratopege“ bezeichnet, die von Salzarmut des Wassers und einem Reichtum an Spurenelementen gekennzeichnet ist. Die Quelle liegt am Rande des Koralm-Kristallins, es ist wenige hundert Meter nordwestlich der Quelle ein Quarzgang (Pegmatit) aufgeschlossen. Ihr Ursprung liegt in der Katastralgemeinde 61115 Gaißeregg am Grundstück 303/4 im Gaißeregggraben, ca. 1 km bachaufwärts der Einmündung des Gaißereggbaches (auch Lambergerbach genannt) in die Weiße Sulm.⊙ Nach weiteren Untersuchungen, welche Verunreinigungen dokumentierten, war die Quelle einige Zeit behördlich gesperrt, das Interesse an ihrem Wasser blieb aber auch nach Aufhebung der Sperre erloschen.
Ein ähnliches Schicksal hatte der ca. 30 m nordwestlich liegende⊙ Reiterer-Brunnen (auch Lukas-Quelle genannt) auf dem Grundstück 234. In der Literatur wird berichtet, dass diese Quelle anscheinend „… feinklastische quartäre  Ablagerungen im Bereich eines kleinen Seitentales (linker Zubringer) der Weißen Sulm durchteuft“ und ein hoher Eisengehalt erwähnt, der auf eine Ähnlichkeit mit der Hubertusquelle von Bad Gams hinweist. Der Versuch, für das Wasser dieser Quelle unter der Bezeichnung „Wieser Wasser“ Markenschutz zu erhalten, war nicht erfolgreich. Es wird angenommen, dass mit der Erschließung dieser Quelle versucht wurde, von der Popularität der nahe liegenden Seltenriegel-Quelle zu profitieren. Das war auf Dauer nicht erfolgreich. 1989 wurde die Quellfassung renoviert. Die Mindestmenge an Eisengehalt, die für eine Anerkennung als Heilquelle nötig gewesen wäre, konnte nicht belegt werden, auch war die Quelle nicht ergiebig genug, um eine kontinuierliche Nutzung zu gewährleisten.

### Brand des ehemaligen Sägewerks
In den ersten Stunden des 15. Juli 2021 brannten die aus Holz errichteten Hallen des Sägewerks in der Ortschaft Wernersdorf, in das bereits nachnutzende Unternehmen – ECO-Park – eingezogen waren. Knapp 300 Einsatzkräfte konnten andere Gebäude retten und den Großbrand löschen, der auch gelagertes Holz erfasst hatte.

## Bevölkerung

### Bevölkerungsentwicklung
Die Bevölkerung in der Marktgemeinde Wies entwickelte sich durch den Beginn der Industrialisierung im 18. Jahrhundert sehr rasch. Die Bekanntheit des Ortes durch die Kirche Zum gegeißelten Heiland auf der Wies trug einiges dazu bei und die Erschließung von Wies durch die Bahn (1872/73) brachte noch einen kleinen Bevölkerungsschub mit sich. Von 1880 bis 1990 schwankt die Zahl zwischen 5000 und 5500 Personen. Seither verliert die Gemeinde Einwohner durch eine negative Wanderungsbilanz. Seit 2001 ist auch die Geburtenbilanz negativ.

### Bevölkerungsstruktur
Die Gemeinde hatte 2001 laut Volkszählung 2.484 Einwohner. 95,8 % der Bevölkerung besaßen die österreichische Staatsbürgerschaft. Zur römisch-katholischen Kirche bekannten sich 95,8 % der Einwohner, 2,0 % waren ohne religiöses Bekenntnis, 0,8 % islamisch und 0,7 % evangelisch.

## Kultur und Sehenswürdigkeiten
- Schloss Limberg
- Bergbaumuseum
- Emmauskapelle in Wernersdorf
- St. Veit-Kapelle

- Pfarrkirche Wies
- Pfarrkirche Wiel

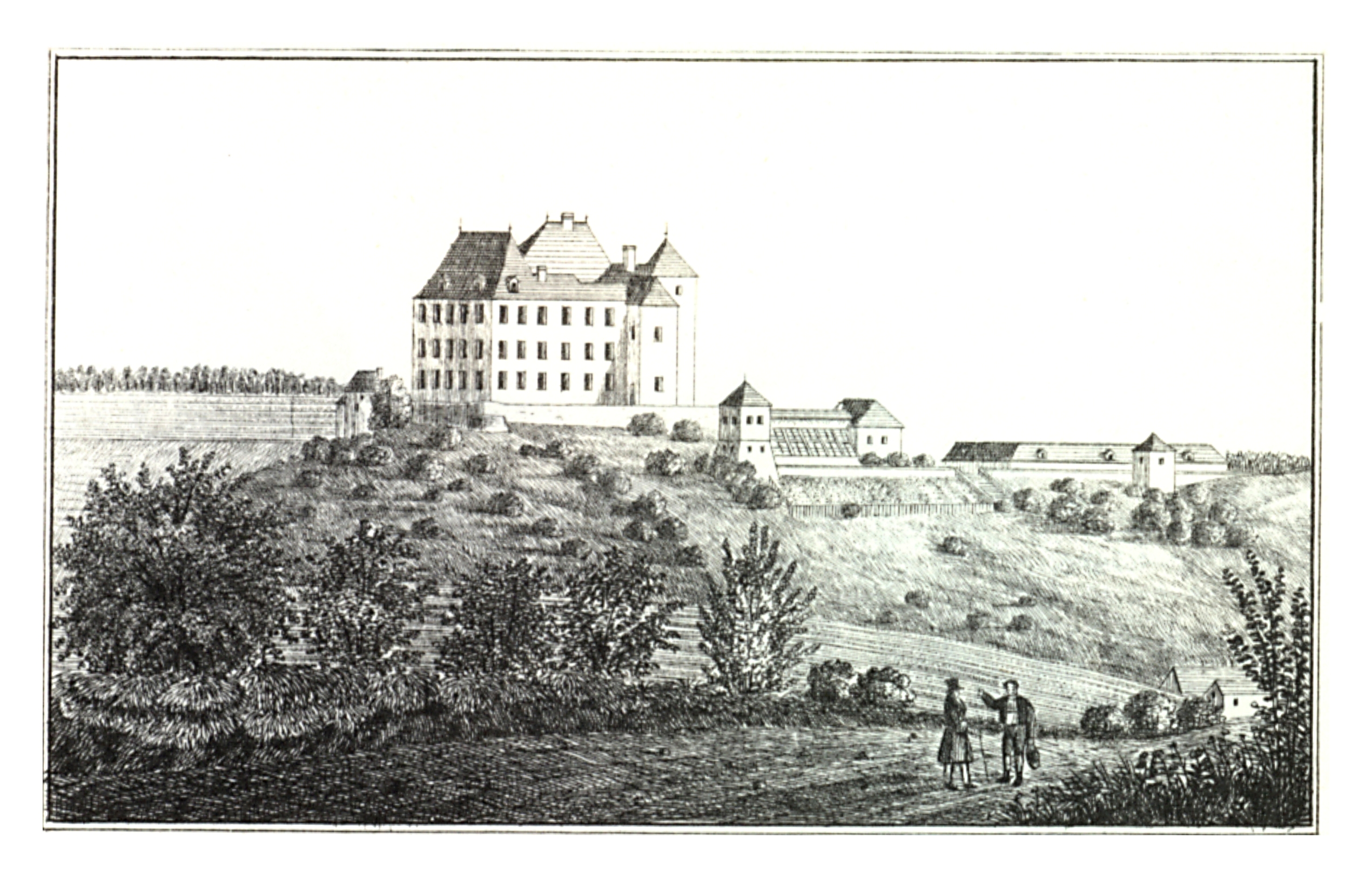
Schloss Burgstall um 1820, S. Kölbl,
Lith. Anstalt J.F. Kaiser, Graz

- Schloss Burgstall: Auch wenn die Anfänge um das Schloss Burgstall (ursprünglicher Name Lackenberg) ungeklärt sind, so kann man doch sicher sagen, dass es am Ende des 16. Jahrhunderts in seiner derzeitigen Form, als Renaissanceschloss, entstanden ist. Man nimmt allerdings an, dass es bereits in seiner früheren Form das Aussehen eines markanten Wehrbaus besaß. Unter den Besitzern des Schlosses Burgstall finden sich unter anderem die Herren von Walsee, die Ritter von Eibiswald, die Grafen von Schrottenbach, die Grafen von Herberstein und die Fürsten von Liechtenstein.[27]

- Kulturinitiative KÜRBIS: Die Kulturinitiative in Wies veranstaltet eigene Theaterproduktionen, Konzerte, CD-Publikationen und Lesungen.

## Wirtschaft und Infrastruktur

### Verkehr
Wies-Eibiswald ist der Endbahnhof der Wieserbahn mit Verbindungen nach Graz.
Die Radlpass Straße B 76 führt durch die Gemeinde westlich am Ort Wies vorbei.

### Arbeitsstätten
Im sekundären Wirtschaftssektor bieten 48 Betriebe 505 Menschen Arbeit, vor allem bei der Herstellung von Waren und im Bau. Der tertiäre Wirtschaftssektor bietet 701 Arbeitsplätze, großteils in sozialen und öffentlichen Diensten sowie im Handel (Stand 2011).

### Tourismus
Hauptattraktionen für den Fremdenverkehr sind die kulinarischen Besonderheiten der Region, Kernöl und Schilcher, sowie die Sehenswürdigkeiten (siehe Abschnitt Kultur und Sehenswürdigkeiten). Im Jahr 2017 zählte Wies 9.220 Übernachtungen, davon 6.551 von Inländern.
Die Gemeinde ist seit Oktober 2021 Teil des Tourismusverbandes Südsteiermark.
Durch die Gemeinde verlaufen der Nord-Süd-Weitwanderweg sowie der Steirische Mariazellerweg.

### Schulen
Wies ist ein regionales Schulzentrum.
- Volksschule (VS) Wies
- Volksschule (VS) Wernersdorf
- Mittelschule (MS) Wies
- Fachschule für Land- und Ernährungswirtschaft Burgstall – St. Martin
- Erzherzog Johann-Musikschule Wies (EJMS)

Die Polytechnische Schule (PTS) Wies wurde im Sommer 2011 und die Volksschule (VS) Steyeregg im Sommer 2019 geschlossen.

### Gesundheit und Pflege
In der Marktgemeinde gibt es drei praktische Ärzte und einen Zahnarzt sowie eine Apotheke. Von der Caritas der Diözese Graz-Seckau und einem privaten Anbieter werden zwei Senioren- und Pflegeeinrichtungen betrieben.

### Sport
- Der Welschlauf ist ein Marathonlauf, der am ersten Mai-Wochenende stattfindet. Er verbindet die Welsch- mit der Schilcherregion entlang der Südsteirischen Weinstraße.[35] Wies und Ehrenhausen wechseln sich jedes Jahr mit der Ausrichtung von Start und Ziel ab.

## Politik

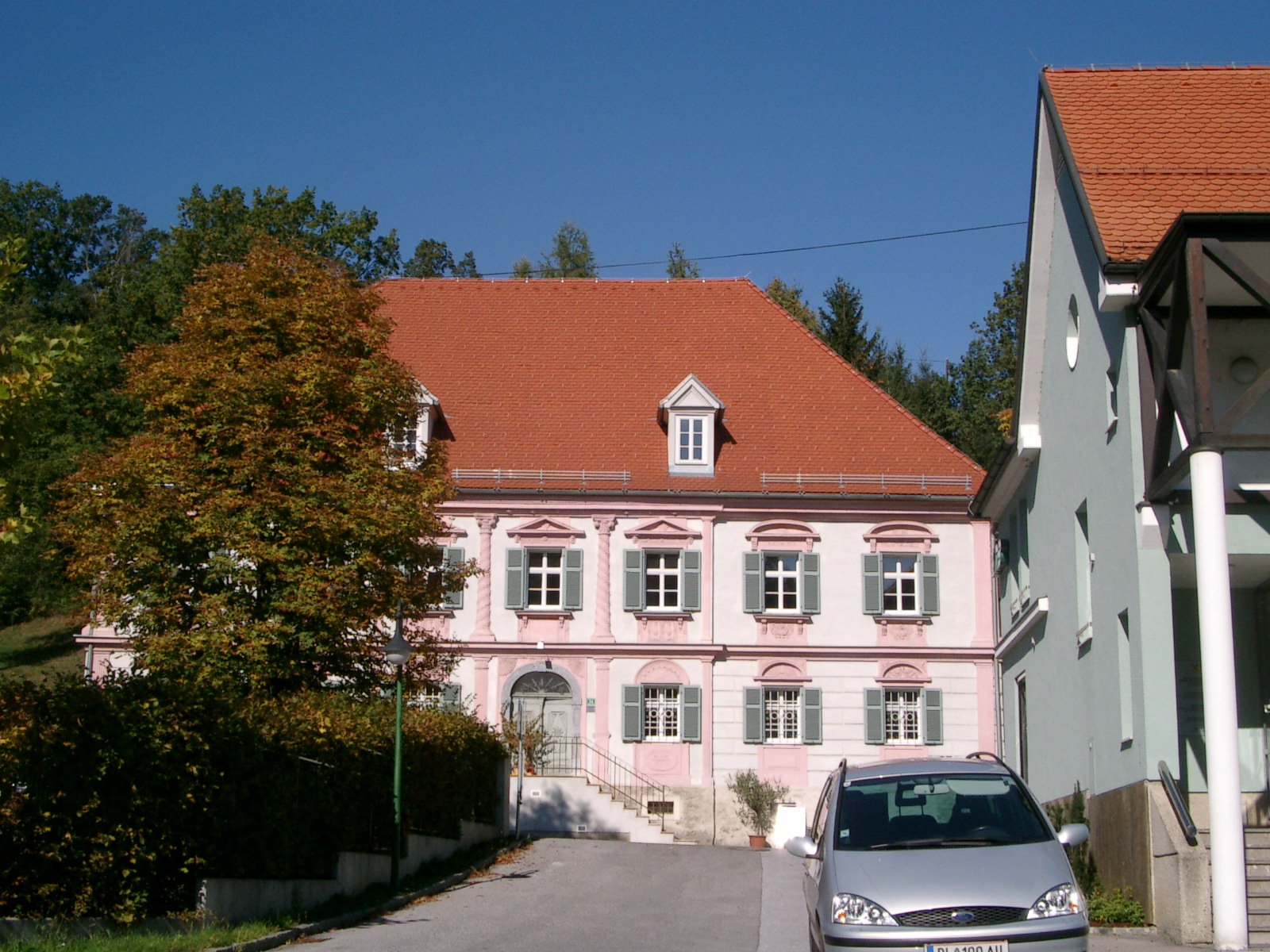
Gemeindeamt

### Gemeinderat
Der Gemeinderat hat seit dem Jahr 2015 21 Mitglieder, davor 15 Mitglieder.
- Nach den Gemeinderatswahlen in der Steiermark 2000 hatte der Gemeinderat folgende Verteilung: 8 ÖVP, 4 SPÖ, 2 Liste Aktiver Wieser und 1 FPÖ.
- Nach den Gemeinderatswahlen in der Steiermark 2005 hatte der Gemeinderat folgende Verteilung: 6 ÖVP, 5 Liste Aktiver Wieser, 3 SPÖ und 1 Gemeinsam für Wies.[36]
- Nach den Gemeinderatswahlen in der Steiermark 2010 hatte der Gemeinderat folgende Verteilung: 11 Liste Aktiver Wieser – Josef Waltl, 2 ÖVP und 2 SPÖ.[37]
- Nach den Gemeinderatswahlen in der Steiermark 2015 hatte der Gemeinderat folgende Verteilung: 15 Liste ALLER Wieser – Josef Waltl, 3 ÖVP, 2 SPÖ und 1 FPÖ.[38]
- Nach den Gemeinderatswahlen in der Steiermark 2020 hat der Gemeinderat folgende Verteilung: 11 Liste ALLER Wieser – Josef Waltl, 5 ÖVP, 2 Sabine Ehmann, Für Heimat, Umwelt und Wirtschaft, 2 SPÖ und 1 FPÖ.[39]
- Nach den Gemeinderatswahlen in der Steiermark 2025 hat der Gemeinderat folgende Verteilung: 13 Liste ALLER Wieser – Josef Waltl, 3 ÖVP, 3 FPÖ, 1 Sabine Ehmann, Für Heimat, Umwelt und Wirtschaft und 1 SPÖ.[1]

### Bürgermeister
- seit 2005: Josef Waltl (Liste Aktiver Wieser, seit 2015 Liste ALLER Wieser)[40]

### Wappen und Flagge

Wappen der Vorgängergemeinden
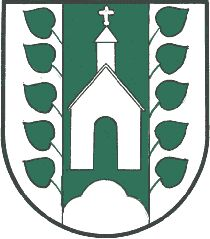
Limberg bei Wies
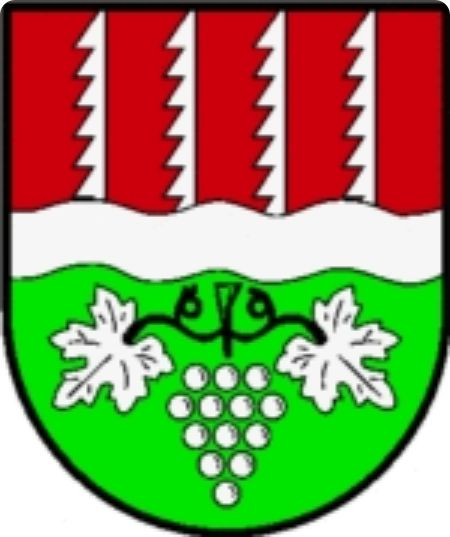
Wernersdorf
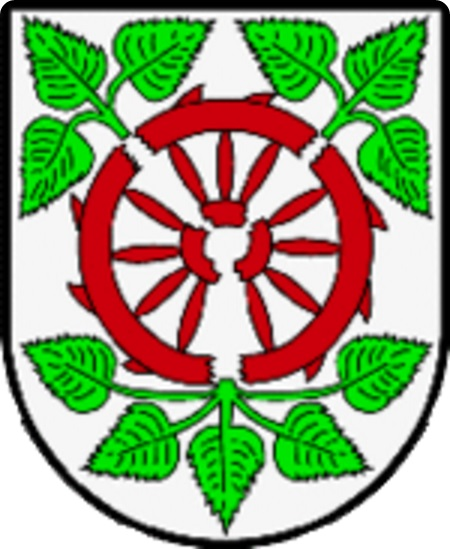
Wielfresen
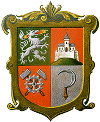
Wies

Alle vier Vorgängergemeinden hatten ein Gemeindewappen. Wegen der Gemeindezusammenlegung verloren diese mit 1. Jänner 2015 ihre offizielle Gültigkeit. Die Neuverleihung des Gemeindewappens für die Fusionsgemeinde erfolgte mit Wirkung vom 5. November 2016.

Die neue Blasonierung (Wappenbeschreibung) lautet:
„Im quadrierten Schild oben rechts in Grün ein silberner Panther, dem aus Rachen und Ohr rote Flammen schlagen, oben links in Rot auf grünem Berg silbern aus einer achtfach gezinnten Mauer wachsend eine sechsfach mit Tür und Fenstern schwarz durchbrochene Kirche mit mittig eingestelltem Turm samt Spitzdach und aufgestecktem Kreuz, unten rechts in Rot silbern gekreuzt Schlägel und Eisen, belegt mit einem silbernen Zahnrad, unten links in Silber eine schwarze, einwärts gerichtete Sichel.“
Die Gemeindeflagge ist einfarbig weiß mit dem Wappen.
Infos zu den Wappen der Vorgängergemeinden
- 1977 erhielt die Gemeinde Limberg bei Wies ihr Wappen, das sowohl an den Namen (Lindenblätter), als auch an den Bergbau (Barbarakapelle) erinnert.
- Die Verleihung des Gemeindewappens von Wernersdorf erfolgte 1990, es zeigt vier Gattersägen, darunter eine belaubte Weintraube; geteilt werden diese beiden Bereiche durch einen silbernen Wellenbalken, der die Weiße Sulm darstellt.
- 1979 erhielt Wielfresen das Recht zur Führung eines Gemeindewappens. Es zeigt ein in drei Teile (drei Katastralgemeinden) zerbrochenes Richtrad (Attribut der heiligen Katharina), umkränzt von drei Birkenzweigen („breza“).
- Das Wappen der Marktgemeinde Wies bis 2014 war ein viergeteilter Schild. Links oben ist ein silberfarbener Panther auf grünem Grund zu sehen, aus dessen Ohren und Rachen Feuerflammen kommen (ähnlich dem steirischen Wappen). Das obere rechte Feld ist in rot gehalten und zeigt eine Burgmauer mit Zinnen auf einem grünen Hügel. Innerhalb der Burgmauer ragt eine Kirche hervor. Im unteren linken, ebenfalls roten Feld ist ein, für die Region, die stark mit dem Bergbau verbunden war, typisches, Zeichen zu sehen: Ein Bergmannsschlägel mit dem dazugehörigen Eisen. Die Stiele dieser Werkzeuge sind aus Holz dessen Kreuzstelle ein eisernes Zahnrad ziert. Das untere rechte Feld zeigt eine zur Mitte gewandte Sichel auf silbernem Grund. Den ganzen Schild umgibt eine bronzefarbene Randeinfassung (Diese ist im neuen Wappen ab 2016 nicht mehr vorhanden).

## Persönlichkeiten

### Ehrenbürger der Gemeinde
- 1975: Friedrich Niederl (1920–2012), Landeshauptmann der Steiermark 1971–1980[43]
- 1981: Josef Krainer (1930–2016), Landeshauptmann der Steiermark 1980–1996[44]
- 1987: Franz Kraus (1927–2016), Bürgermeister von Vordersdorf 1955–1968, Bürgermeister von Wies 1975–1987
- 1998: Franz Raggam (1935–2022), Pfarrer von Wies 1971–2002[45]

### Söhne und Töchter der Gemeinde
- Anton Halm (* 5. Juni 1789 in Altenmarkt bei Wies; † 6. April 1872 in Wien), Komponist
- Karl Staudinger (* 30. März 1874 in Wies; † 29. November 1962 in Sonneberg), Maler, Grafiker
- Carl Hermann (* 28. Oktober 1918 in Wolfgruben/Wies; † 11. November 1986 in Gmünd Fuchsstein), Bildhauer
- Marie Knittelfelder (Pseudonym: Aline Aliberti; * 9. Dezember 1885 in Wies; † 14. Mai 1959 in Graz), Lehrerin, Lyrikerin und Schriftstellerin
- Franz Lampl (* 18. November 1883 in Gaißeregg; † 17. April 1943 in Gaißeregg), Politiker der CS, Abgeordneter zum Nationalrat 1923–1927
- Josef Lukas (* 6. Februar 1835 in Wies; † 26. Jänner 1917 in Graz), Pädagoge
- Alois Posch (* 1959), Kontrabassist und Hochschullehrer
- Mathias Schmid (* 15. Oktober 1870 in Wies; † 23. September 1944 in Graz), Pfarrer von Waltersdorf, Politiker der CS, Mitglied der Konstituierenden Nationalversammlung 1919

### Mit Wies verbundene Persönlichkeiten
- Martin Bischof (* 1. November 1812 in Pöllauberg; † 15. Jänner 1891 in Wies), Musiker, Lehrer seines Neffen Robert Fuchs
- Alfred Neumann (* 23. Mai 1882 in Graz; † 19. August 1938 in Wies) war Besitzer einer Glasfabrik und des Schlosses Burgstall in Wies
- Wolfgang Pollanz (* 31. Mai 1954 in Graz), Schriftsteller, Hanns Koren-Preisträger 2013
- Josef Reinisch (* 22. Jänner 1792 in Leibnitz; † 25. August 1868 in Wies), Pfarrer 1825 bis 1868, Autor einer Predigtsammlung, die im Verlag Kienreich in Graz erschien
- Wolfgang Temmel (* 15. April 1953), Künstler
- Arno Steinwider (* 3. Juli 1968), Flötist, Festivalintendant und  Universitätsprofessor
- Gregor F. Waltl (* 29. April 1969), TV-Moderator u. a. bei ORF und Servus-TV